# 莱普修斯24号金字塔
莱普修斯24号金字塔（英語：Lepsius XXIV Pyramid）是一座位於埃及阿布西爾的金字塔，可能是为法老纽塞拉的妻子修建的。这座第五王朝时期建造，后来又被大规模毁坏的建筑位于阿布西尔的金字塔区。它位于兰尼弗雷夫金字塔的东面，Khentkaus II金字塔的南面。

## 发现过程

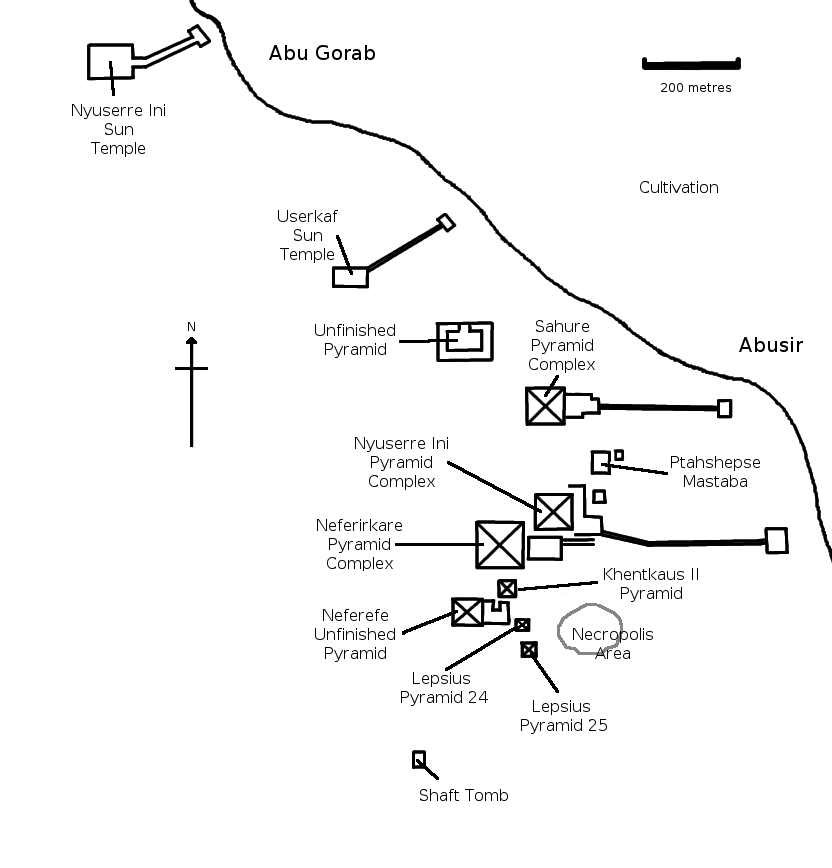
莱普修斯24号金字塔在阿布西尔墓葬群的位置

在德国考古学家卡尔·理查德·莱普修斯的埃及探险中，他发现了一座小金字塔的遗址，并且给它编号为24号金字塔。六年后，考古学家路德维格·波哈特考察了阿布西尔的墓葬群，认为该遗迹是一座马斯塔巴或者双层马斯塔巴，而并没有进一步调查。
考古学家米洛斯拉夫·弗纳带领的一支捷克考古队在1980-81年、1987年和1990年展开试探性发掘，并在1994年展开了全面性发掘。他们发现了由金字塔、祭祀金字塔和神庙组成的建筑群，并认为这些建筑建造于第五王朝法老纽塞拉统治时期。
因为还没有例如碑文的直接证据保存下来，所以金字塔的主人现在还不能确定。然而，这座金字塔有可能是法老纽塞拉为他的一位妻子Reptynub建造的。

## 金字塔
莱普修斯24号金字塔原高27.3米，底座边长31.5米，斜面倾角60°15′。根据近期研究，金字塔的核心建筑分为三层。第一层的砌块有石制外壳，内部填入砂子、碎石和岩屑。一个南北朝向的斜坡延伸至核心，这个斜坡可能是用来建造第一层建筑的。第二层同样由石制外壳和由不规则碎石组成的隔断斜墙组成。细缝中与第一层一样填入岩屑。第三层现在已经不存在了。石灰石覆盖层似乎是后期覆盖上的，因为神庙的砌块直接接触到了核心建筑的第一层。
金字塔的砌块出现了大量建筑涂鸦，而这些涂鸦经常提到了大臣 Ptahshepses。他掌管了所有纽塞拉时期的皇家建筑，这表明这座金字塔建造于纽塞拉统治时期。

## 底层结构

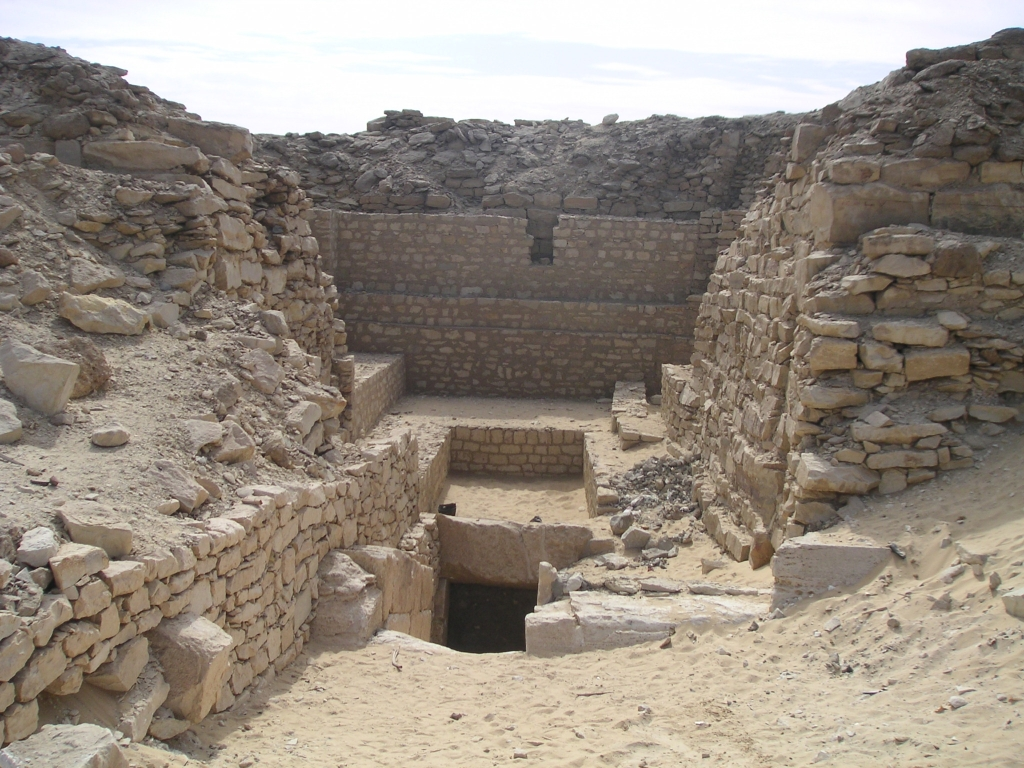
24号金字塔进入底层的入口

底层结构设计为开放的坟墓，最后由金字塔盖住。入口在北面，使得墓室呈东西朝向。
墓室中有花岗岩的碎块，一些陪葬品和一具损坏的23岁无名妇女的木乃伊。她有可能是这座金字塔的主人，但是也有可能后来占用这座金字塔下墓室的。因为木乃伊残骸有移除大脑的迹象，然而这一现象只在中王朝早期才出现。碳十四测年还没有结果，墓室占用者的名字还不清楚。
另外，墓室中还有一些墓葬品的碎块，例如雪花石膏容器，为开口仪式所制的铜制工具和卡诺匹斯罐。

## 墓葬群
在金字塔墓葬群遗址中，可以辨认出一座小的祭祀金字塔和神庙。整个遗址被墙包围。

### 祭祀金字塔
墓葬群南部角落是一座小的祭祀金字塔，底座边长10米。这座金字塔曾被大规模盗挖损毁。只有一些西北角和西面的石灰石覆盖层还保存完整。小金字塔的朝向与大金字塔的南北朝向略有差别。

### 神庙
神庙的位置在金字塔东面，并且似乎曾有简单的结构。因为没有发现任何浮雕的碎片，所以除了一面雕刻的假门以外，这座神庙可能并没有装饰任何浮雕。
神庙的结构被新王朝时期和第二十六王国时期的盗挖所损毁，特别是神庙南面。所以神庙的复原也几乎不可能了。

## 外部連結
- Czech Institute of Egyptology: Pyramid "Lepsius no. XXIV" （页面存档备份，存于）
- New Archaeological Discoveries in the Abusir Pyramid Field – by Miroslav Verner, Praga
- Egyptphoto （页面存档备份，存于）: website with some photo of the pyramid.